# NGC 1891
NGC 1891 é um asterismo na direção da constelação de Columba. O objeto foi descoberto pelo astrônomo John Herschel em 1835, usando um telescópio refletor com abertura de 18,6 polegadas. 